# Paul Schilder
Pour les articles homonymes, voir Schilder.
Paul Ferdinand Schilder est un psychiatre et psychanalyste autrichien, un des premiers protagonistes de la psychologie du moi, un des fondateurs (avec Joseph H. Pratt et Trigant Burrow) de la thérapie de groupe et le créateur de la notion d'image du corps.

## Travaux
« Schilder a combiné le concept de somatopsychié de Carl Wernicke, le modèle postural du corps de Henry Head, et l'idée de Freud selon laquelle l'ego est avant tout un moi corporel, pour arriver à sa propre formulation du rôle fondamental de l'image du corps dans la relation de l'homme à lui-même, à ces semblables humains, et au monde autour de lui. »
Il est considéré comme un analyste peu orthodoxe, influencé en psychologie par Karl Bühler et en philosophie par la phénoménologie de Edmund Husserl.

## Publications
- (de) Selbstbewusstsein und Persönlichkeitsbewusstsein. In: Monographien aus dem Gesamtgebiete der Neurologie und Psychiatrie: 9; Berlin, Springer, 1914.
- (de) Wahn und Erkenntnis. In: Monographien Neur. 15; Berlin, Springer, 1917.
- (de)Über das Wesen der Hypnose. Berlin 1922.
- (de) Seele und Leben. In: Monographien Neur. 35; Berlin, 1923.
- (de) Das Körperschema. Springer, Berlin 1923.
- (de) Medizinische Psychologie. Berlin 1924.
- (de) Lehrbuch der Hypnose. Mit O. Kauders. Berlin 1926.
- (de) Zur Lehre von den Sprachantrieben. Mit E. Pollak. Zeitschrift für die gesamte Neurologie und Psychiatrie, Berlin, 1926, 104: 480-502
- (de) Die Lagereflexe des Menschen. Mit Hans Hoff. Springer, Wien 1927.
- (de) Gedanken zur Naturphilosophie. Springer, Wien 1928.
- (de) Studien zur Psychologie und Symptomatologie der progressiven Paralyse. Berlin, 1930.
- (en) Brain and personality. Washington 1931.
- (en) The Image and the Appearance of the Human Body; Studies in Constructive Energies of the Psyche. London 1935. Eine substanziell erweiterte englischsprachige Ausgabe von: Das Körperschema.

### Publications
- L'Image du corps, Gallimard, 1968  (ISBN 2070273652)  (ISBN 2070224813).

Autre parutions
- (en) Vita and bibliography of Paul Schilder, Journal of Criminal Psychopathology 2: 221-234